# Eitzing
Eitzing är en kommun i Österrike. Den ligger i distriktet Ried im Innkreis i förbundslandet Oberösterreich, 220 kilometer väster om huvudstaden Wien. Kommunkontoret ligger i Untereitzing.
Kommunen består av tio orter (Ortschaften) (inom parentes invånarantal 1 januari 2024):

- Bankham (48)
- Ertlberg (20)
- Hofing (97)
- Kirchberg (15)
- Obereitzing (140)
- Probenzing (42)
- Sausack (20)
- Untereitzing (497)
- Ursprung (15)
- Wöppelhub (26)